# Concile d'Aquilée
Le concile d'Aquilée est un synode qui s'est réuni en septembre 381 dans la ville d'Aquilée, en Italie du Nord. Le pape Damase Ier, qui était en lutte contre l'antipape Ursin, ne put s'y faire représenter. Il s'est ouvert le 3 septembre 381.
Ce concile ne doit pas être confondu avec cinq autres conciles (en) qui se sont tenus à Aquilée en 553, 579, 1184, 1409 et 1596.

## Contexte historique

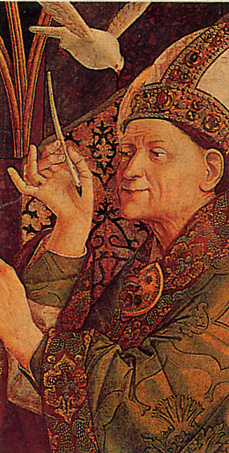
Michael Pacher, Saint Ambroise, 1480, Alte Pinakothek.

Le premier concile de Nicée en 325 avait définitivement interdit l'Arianisme, mais à la mort de Constantin Ier en 337, l'hérésie reprend vigueur, d'abord dans l'Empire byzantin puis dans l'Empire romain d'Occident, favorisée par le soutien de l'empereur Constance II. Pendant son règne, de nombreux évêques orthodoxes sont persécutés ou remplacés par des évêques ariens.
Lorsque Constance meurt en 361 et que la parenthèse païenne de Julien prend fin, la doctrine orthodoxe refleurit, grâce surtout à l'impulsion que lui donne Théodose Ier qui aboutit à la publication de l'édit de Thessalonique. L'hérésie arienne est encore répandue dans les provinces danubiennes de l'empire. Le principal artisan de l'action contre l'arianisme est l'évêque de Milan Ambroise, qui applique une politique d'attentisme : lorsqu'un évêque arien vient à mourir, les nouveaux élus viennent toujours des rangs orthodoxes.
A la place du défunt Germinius, Ambroise réussit à faire élire Anémius évêque de Sirmium, ville fondamentale, non seulement parce qu'elle est la capitale de la Pannonie, mais aussi parce que l'impératrice Justine y réside, qui au contraire est une fervente arienne et tente de s'opposer à l'entreprise de l'évêque de Milan. Avant même l'ordination d'Anémius, deux évêques danubiens, Palladius de Ratiaria (ville de l'actuelle Bulgarie) et Secondiano de Singidunum, Ariens et donc menacés de perdre leurs évêchés, obtiennent de l'empereur Gratien que leur cause soit jugée lors d'un concile tenu à Aquilée.

## Le synode
Au vu de la situation, l'orthodoxie vise donc à éradiquer définitivement le phénomène hérétique en reconfirmant, pour l'essentiel, les accords conclus lors du concile de Nicée.
Le concile est convoqué à Aquilée, ville très importante du point de vue chrétien, car c'est un centre de diffusion vers l'Europe centrale et la Pannonie en particulier. De plus, de nombreuses congrégations et écoles ascétiques d'Aquilée ont contribué à la revanche de l'orthodoxie chrétienne. En fait, le synode, auquel assistent les évêques du nord de l'Italie et quelques représentants de la France actuelle, de l'Espagne et de l'Afrique du nord-ouest, est un procès contre les deux évêques illyriens, Palladius de Ratiaria et Secondiano de Singidunum, parmi les derniers partisans de l'hérésie arianenne.

## Conclusions du synode
Le synode se conclut par la confirmation de l'interdiction de l'arianisme et par l'excommunication des deux évêques accusés.
De plus, une lettre du concile est envoyée aux empereurs, mais adressée en particulier à Gratien, qui inclut Rome dans son domaine, afin que l'antipape Ursin et ses calomnies contre le pape Damase Ier ne soient pas prises en considération.
Pour finir, dans une quatrième lettre, également adressée aux empereurs, le concile plaide la cause de Paulin d'Antioche et de Timothée d'Alexandrie, et demande également que les empereurs convoquent un nouveau grand concile à Alexandrie pour mettre fin aux divisions entre les chrétiens.

## Évêques participants
32 noms figurent dans la liste des évêques présents au concile et retrouvée au début des actes conciliaires, non accompagnés du siège épiscopal auquel ils appartiennent. Parmi les signatures aux condamnations des évêques Palladius et Secondiano, figurent les mêmes évêques, souvent accompagnés de leur siège d'appartenance respectif ; outre ces 32 évêques, ces signatures mentionnent également la présence de l'évêque  Juvence de Pavie, dont le nom ne figure pas sur la liste de présence.

## Sources
Les actes du concile d'Aquilée, partiellement traduis, sont conservés dans une transcription de la première moitié du Ve siècle à la Bibliothèque nationale de France à Paris, Cod. Lat. 8907, fol. 336r-353v (provenance : abbaye Saint-Père).